# Tour Cristal
Tour Cristal (früher auch Tour Dexia) ist der Name eines Hochhauses im 15. Arrondissement von Paris. Erbaut wurde das Hochhaus zwischen 1988 und 1990. Das Gebäude verfügt über 29 Etagen und misst 100 Meter. Entworfen wurde das Gebäude von den Architekten Julien Penven und Jean-Claude Le Bail.
Der Büroturm ist mit den Métrostationen Charles Michels und Javel – André Citroën an den öffentlichen Nahverkehr im Großraum Paris angebunden.
Seit 2022 wird das Gebäude umfangreich saniert und erhält eine neue Fassade.